# Arnica
Arnica is een geslacht uit de composietenfamilie (Asteraceae). De soorten komen voor in het circumboreale gebied van Noord-Amerika en Eurazië, waar ze vooral groeien in montane regio's. 

## Soorten
- Arnica acaulis (Walter) Britton, Sterns & Poggenb.
- Arnica angustifolia Vahl
- Arnica cernua Howell
- Arnica chamissonis Less.
- Arnica cordifolia Hook.
- Arnica dealbata (A.Gray) D.G.Baldwin
- Arnica discoidea Benth.
- Arnica fulgens Pursh
- Arnica griscomii Fernald
- Arnica lanceolata Nutt.
- Arnica latifolia Bong.
- Arnica lessingii (Torr. & A.Gray) Greene
- Arnica lonchophylla Greene
- Arnica longifolia D.C.Eaton
- Arnica louisiana Farr
- Arnica mallotopus Makino
- Arnica mollis Hook.
- Arnica montana L. - Valkruid
- Arnica nevadensis A. Gray
- Arnica ovata Greene
- Arnica parryi A. Gray
- Arnica rydbergii Greene
- Arnica sachalinensis (Regel) A.Gray
- Arnica sororia Greene
- Arnica spathulata Greene
- Arnica unalaschcensis Less.
- Arnica venosa H.M.Hall
- Arnica viscosa A.Gray

## Hybriden
- Arnica ×gracilis Rydb.